# Pfaffenhofeni csata
Az 1745. április 15-én megvívott pfaffenhofeni csata az osztrák örökösödési háború egyik ütközete volt. A Habsburgok  seregei győztek  Franciaország és a vele szövetséges Rajnai Palotagrófság (Pfalz) csapatai ellen az Ilm folyó melletti Pfaffenhofennél.

## Előzményei
1744-ben a francia–bajor szövetségnek a poroszokkal együttműködve sikerült kiűzniük az osztrákokat Bajorországból és így VII. Károly császár és bajor király visszatérhetett Münchenbe, ahol a következő évben elhunyt. Fiának és egyben örökösének, III. Miksának egy békepárt és egy háborús párt között kellett választania. Előbbihez tartozott a legfontosabb tisztségviselők mellett Friedrich Heinrich von Seckendorff főparancsnok és a császár özvegye is, míg utóbbi vezetői Ignaz von Törring és de Chavigny francia követ voltak.
Miután az első tárgyalások ezen megosztottság miatt zátonyra futottak, Mária Terézia utasítására tavasszal az osztrák csapatok támadást indítottak, hogy így gyakoroljanak nyomást a bajor uralkodóra. Miután bevették Amberget és Vilshofent, a Törring vezette bajor sereg és a szövetséges francia, hesseni és pfalzi csapatok egyre inkább defenzívába szorultak.
Törring a szétszórt csapatrészek egyesítése érdekében a bajor és hesseni csapatokat a Lech folyó vonala mögé vonta vissza. Ségurt, a francia erők tábornokát erről nem tájékoztatták így ő Pfaffenhofentől nyugatra a szükséges biztosítások nélkül várta Zastrow tábornok pfalzi seregének beérkezését, melyek végül április 14-én megérkeztek. Másnap együtt terveztek átkelni a Lech túloldalára.

## Pfaffenhofen bevétele
Mikor az osztrák csapatok tábornoka, Batthyány Károly József gróf tudomást szerzett a francia és pfalzi csapatok kedvezőtlen terepen való elhelyezkedéséről, április 15-ének reggelén Mercy-Argenteau tábornokot gyalogos, lovas és tüzérségi egységekkel Pfaffenhofen bevételére küldte. Elsőként dragonyosok érték el a város peremét és átkeltek az Ilmen.
A város megrohanásakor a lovasokat az elővárosból és a város erődítményéből tűz alá vették, de sikerült betörniük a városkapukat és ezt követően házról házra való utcai harc alakult ki, mely Pfaffenhofen főterének teljes hosszában és mindenekelőtt a temetőnél és a templomnál dúlt.
Mercy-Argenteau beérkező gyalogsága kiűzte a franciákat a városból a Gerolsbach patak mentén egészen a Niederscheyernnél lévő magaslatig, ahol a franciák rendezték soraikat. Közben a várost varasdi határőrök szállták meg és fosztogatásba kezdtek.

## A fő ütközetek

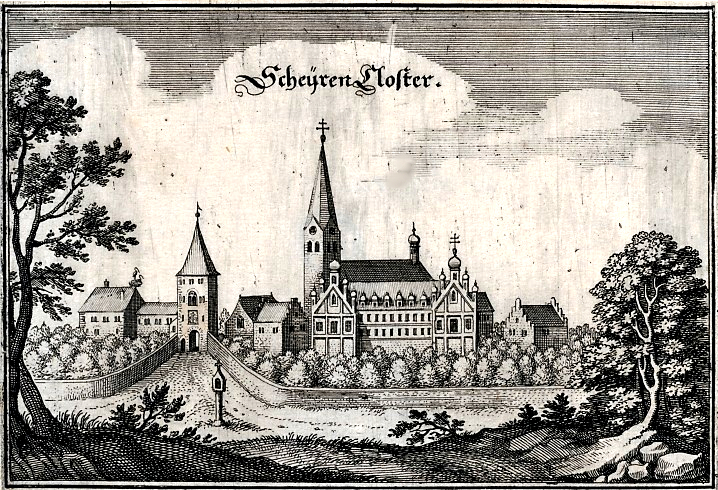
Scheyern a 17. században (rézmetszet)

Időközben Ségur a várostól nyugatra lévő dombon foglalt állást, mikor azonban az északnyugati szárnyukig érő sulzbachi erdőből huszárok törtek elő, kénytelen volt egy még nyugatabbra lévő dombra visszahúzódni.
Ezt az állást már tartani tudták a tüzérségük támogatásának köszönhetően. Mikor azonban őket is ágyútűz érte és Batthyány fő seregéből egyre több egység avatkozott be a küzdelembe, Ségurnek Mitterscheyernig kellett visszavonulnia. Csak ekkor álltak rá a pfalziak, hogy szembeszálljanak ők is az ellenséggel. Mikor azonban Trips tábornok könnyűlovassága a szárnyakat és a hátukat támadta és az osztrák sereg is egyre nagyobb nyomást fejtett ki, Ségur attól tartva, hogy bekerítik, az eredeti célját, Aichach elérését, feladta és ehelyett éles északi irányú kitérőt tett.
A szomszédos scheyerni kolostort a pandúrok fosztogatásaitól csak az kímélte meg, hogy egy sebesült osztrák lovastisztet itt szállásoltak el.

## Visszavonulás súlyos veszteségek árán
A visszavonulás híre pánikot okozott a pfalziak között. A menekülésük a franciák vonalait is megrendítette, melyeket csak a legnagyobb erőfeszítések árán lehetett tartani. A Gerolsbach patak menti ingoványon való átkelés során kilenc ágyú akadt el. A huszárok továbbra sem hagytak fel a visszavonulók szárnyainak támadásával és súlyos veszteségeket okoztak nekik. Csak mikor a franciák és pfalziak 18 óra táján Hohenwartnál átkeltek a Paaron szakadtak le tőlük az osztrákok, akik a patak keleti partján maradtak.
Egy erőltetett menettel érték el a megvert csapatok másnap délelőtt 11 óra körül Raint, ahol tábort vertek, melyet azonban a rákövetkező napon az újabb osztrák támadások miatt menekülésszerűen el kellett hagyjanak és a teljes lőszerkészletük az osztrákok kezére került. Csak a Lech egyik hídjának felégetése árán sikerült elkerülniük a katonai katasztrófát.
Így Ségurnak ha magas élőerőben és felszerelésben elszenvedett veszteségek árán is, de a zászlók és katonai jelvények elvesztése nélkül sikerült megmenekülnie a közvetlen fenyegetettségtől.

## Következmények
III. Miksa  Augsburgban a serege siralmas állapotáról saját szemével is meggyőződhetett és a pfaffenhofeni vereség után a békepárt kerekedett felül, Törring pedig kegyvesztett lett. Miksa megkötötte az osztrákokkal a füsseni békét (1745. április 22./május 2.), melyben elismerte a Pragmatica sanctio érvényességét, lemondott igényéről a cseh királyi címre és ígéretet tett arra, hogy Lotharingiai Ferenc császárrá választására teszi le a voksát. Ezért cserébe területveszteség nélkül megtarthatja Bajorországot.
A pfaffenhofeni csata véget vetett a délnémet területeken folyó harcoknak. Bajorország kilépett az osztrák-ellenes szövetségi rendszerből. A háború fő hadszínterei ezt követően Osztrák-Németalföldre, a mai Belgium területére – ahol az osztrákok a hollandokkal és a britekkel szövetségben harcoltak a franciák ellen –, illetve Sziléziára tevődött át, ahol Nagy Frigyes megindította a második sziléziai háborút.

## Fordítás
- Ez a szócikk részben vagy egészben  a   Schlacht bei Pfaffenhofen című német Wikipédia-szócikk ezen változatának fordításán alapul.  Az eredeti cikk szerkesztőit annak laptörténete sorolja fel. Ez a jelzés csupán a megfogalmazás eredetét és a szerzői jogokat jelzi, nem szolgál a cikkben szereplő információk forrásmegjelöléseként.